# Guerra Ashanti-Fanti
La guerra Ashanti–Fanti (1806–1807) fu una guerra combattuta tra la Confederazione Ashanti e la Confederazione Fanti nella regione dell'attuale stato del Ghana.

## La guerra
La Confederazione Ashanti era uno dei principali regni Akan nell'Africa occidentale e nella Costa d'Oro (zona dell'attuale Ghana). I Fanti erano connessi al gruppo Akan. La rivalità tra gli Ashanti ed i Fanti era ancestrale, ma i Fanti erano considerati un gruppo a parte rispetto al clan originario degli Akan; all'inizio del XIX secolo, ad ogni modo, la loro rivalità era aumentata ulteriormente. In quel tempo, infatti, gli inglesi erano la potenza europea alleata dei Fanti mentre gli olandesi parteggiavano per gli Ashanti.
La guerra ebbe inizio quando il re Ashanti incolpò di furti alle tombe un gran numero di Fanti presso il villaggio di Assin. Il re ashanti Osei Bonsu inviò quindi un esercito contro i Fanti. Ad Abora, a quattro miglia dalla città fanti di Cape Coast, venne combattuta una battaglia dove gli ashanti risultarono vittoriosi, catturando infine gli accusati. Le forze dei Fanti si trovarono di fronte un numero di nemici di molto superiore, ma combatterono con coraggio. Le truppe Ashanti si portarono quindi oltre, attaccando il forte olandese di Kormantine (Fort Amsterdam). Gli inglesi tentarono a questo punto di frenare i loro alleati.